# 卢克曼·尼奥德
卢克曼·尼奥德（1963年10月21日—2020年4月17日）是一名前印度尼西亚男子游泳运动员，主攻自由泳和仰泳。他参加了1984年夏季奥运会的男子100米自由泳、男子100米仰泳和男子200米仰泳三个项目，均止步预赛。
2020年4月17日，卢克曼在雅加达的佩尔尼医院（Pelni Hospital）死于2019冠状病毒病，享年56岁。